# Тиби, Поль-Александр
Поль-Александр Тиби (фр. Paul-Alexandre Tiby; 28 января 1800, Париж — 10 мая 1871, Париж) — французский писатель, историк и переводчик. Служил в руководстве морского министерства (1817—1848), инспектором начальных школ Парижа. Состоял членом совета Французского исторического общества (1824—1834).
Много переводил с английского языка. Перевёл на французский фундаментальный труд Чарльза Миллза «История крестовых походов».